# Ames Building
El Ames Building es un rascacielos histórico ubicado en la ciudad de Boston, la capital de Massachusetts (Estados Unidos). Se mantuvo como el edificio más alto de Boston desde su finalización en 1893 hasta 1915, cuando se construyó la Custom House Tower; sin embargo, no era la estructura general más alta de Boston, ya que el campanario de la Iglesia del Pacto de 1867 era mucho más alto que el Ames. Sin embargo, se considera el primer rascacielos de Boston. En 2007, el edificio se convirtió de espacio de oficinas en un hotel de lujo.

## Historia
Ubicado en 1 Court Street y Washington Mall en el centro de Boston, el Ames Building fue diseñado por el estudio de arquitectura Shepley, Rutan y Coolidge en románico Richardsoniano y pagado por Frederick L. Ames. Es la segunda estructura de muro de carga de mampostería más alta del mundo, superada solo por el Monadnock Building edificio Monadnock en Chicago, terminado ese mismo año.
Tiene catorce pisos revestidos en granito y arenisca e incluye una base de cuatro pisos con grandes arcos que enmarcan las ventanas del segundo y tercer piso que descansan sobre columnas románicas. Los pisos superiores cuentan con arcos más pequeños. La piedra arenisca es de la formación Berea en Ohio y fue suministrada por Cleveland Quarries Company. La construcción se completó en 1889, pero el trabajo interior no se completó para su ocupación hasta 1893. Se convirtió en la sede corporativa de la empresa de herramientas agrícolas de las familias Ames.
El Ames Building fue agregado al Registro Nacional de Lugares Históricos el 26 de mayo de 1974 y luego designado como un Monumento Histórico de Boston por la Comisión de Lugares Históricos de Boston en 1993.

### Renovaciones
Después de estar desocupado durante ocho años, Eamon O'Marah, Rich Kilstock y Seth Greenberg (Ames Hotel Partners, LLC) y Normandy Real Estate Partners por 17,7 millones de dólares compraron la estructura en abril de 2007. Tishman Construction Corporation de Nueva York completó las renovaciones del edificio basándose en un diseño de Cambridge Seven Associates y con la supervisión proporcionada por Walsh Co. LLC de Morristown, Nueva Jersey.

### Hotel
Desde 2009, el Ames Building era un hotel boutique de lujo con el nombre de The Ames Boston Hotel. En 2019, el hotel cerró y la cercana Universidad de Suffolk lo compró para usarlo como dormitorio abierto en el otoño de 2020.

## Galería

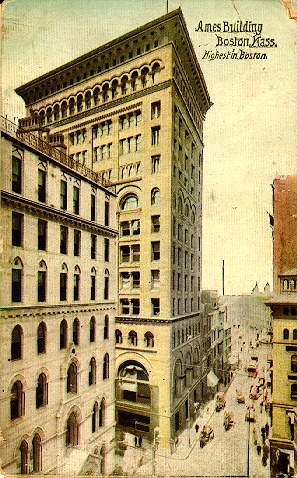
En 1893
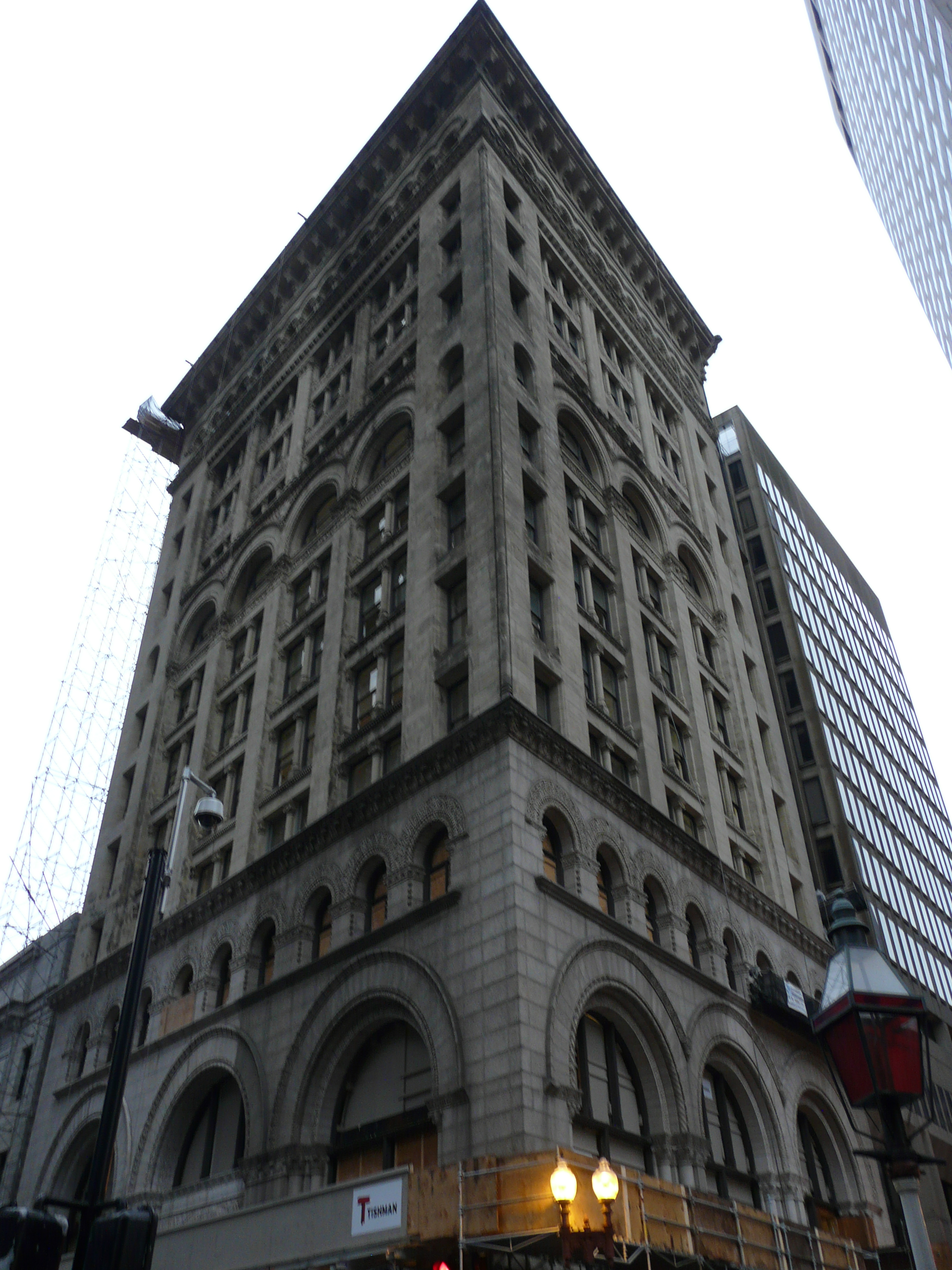
Desde la calle
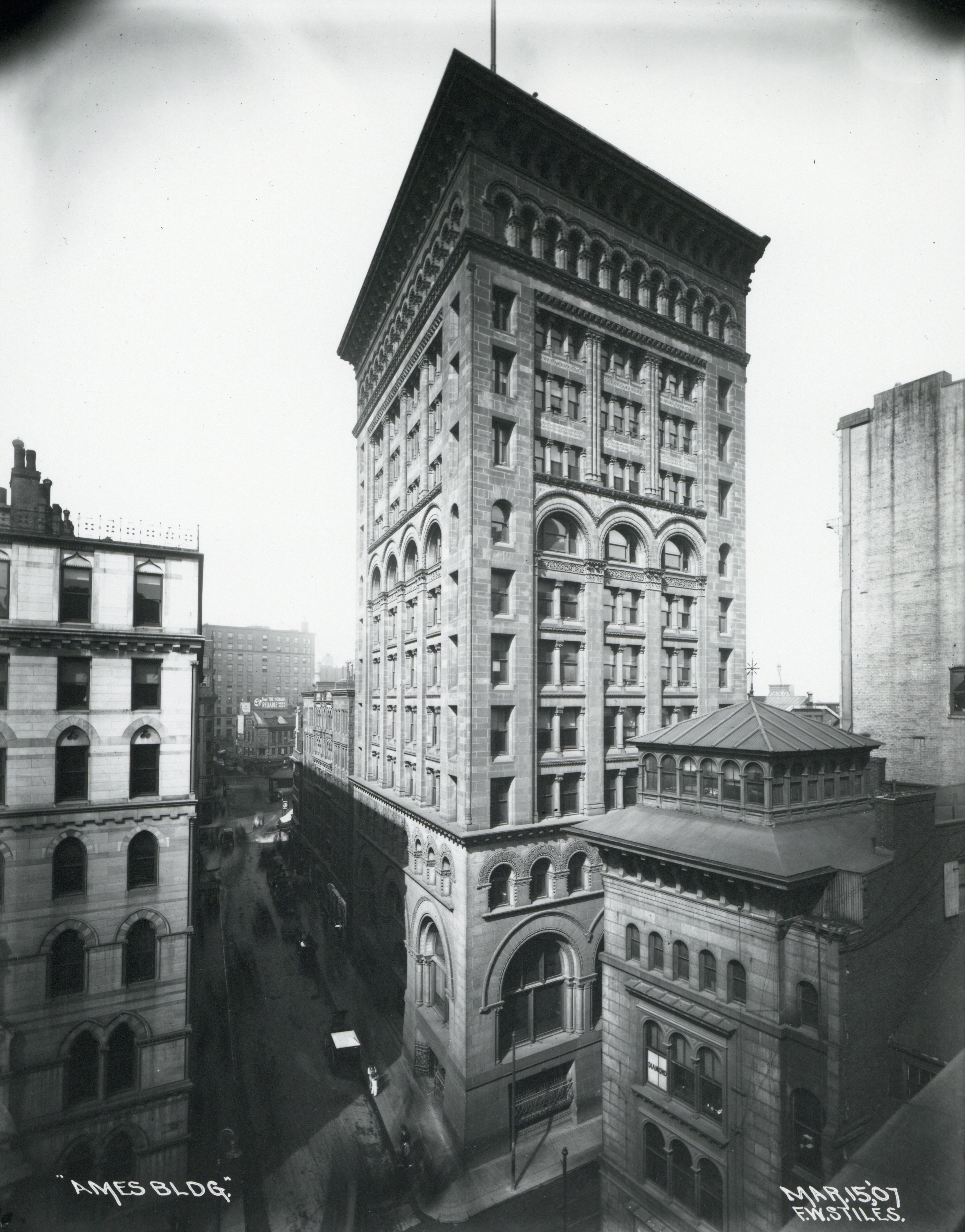
En 1897